# Nadia de Santiago
Nadia de Santiago Capell, född 3 januari 1990 i Madrid, är en spansk skådespelerska.
Nadia de Santiago har medverkat i ett flertal film- och TV-produktioner. Hon har bland annat spelat en av huvudrollerna i TV-serierna Flickorna i växeln (som Marga Suárez), Den tid det tar (som Lina) och Handbok för damer (som Elena Bianda).

## Filmografi (i urval)
- 2017–2020 – Flickorna i växeln (TV-serie)
- 2021 – Den tid det tar (TV-serie)
- 2025 – Handbok för damer (TV-serie)